# Eberhard I. (Augsburg)
Eberhard I. (Herkunft und Abstammung unbekannt; † 1047) war Bischof von Augsburg von 1029 bis 1047.
Bischof Eberhard, auch Eppo genannt, wurde durch den Kaiser Konrad zum 26. Bischof von Augsburg ernannt. In diesem Amt zeichnete er sich besonders durch die Förderung der klösterlichen Anstalten der Diözese aus. Im Jahr 1030 wurde der Bischof von Kaiser besucht, wobei auch der Graf Heinrich von Wirtemberg zugegen war.